# Elendil
Elendil (ur. 3119, zm. 3441 Drugiej Ery) – postać ze stworzonej przez J.R.R. Tolkiena mitologii Śródziemia. Jeden z wielkich władców ludzi z przeszłości Śródziemia, przywódca Númenorejczyków, którzy pozostali wierni Valarom i przeżyli zatopienie ojczystej wyspy. Elendil, wraz z synami, założył królestwa Arnor i Gondor. Związany sojuszem z elfami, walczył z Sauronem. Jego odległym potomkiem był Aragorn, członek Drużyny Pierścienia.
Pojawia się w Silmarillionie, bardzo często wspominają o nim bohaterowie Władcy Pierścieni. Liczne informacje na jego temat znajdują się w Dodatkach do trzeciego tomu powieści oraz w Niedokończonych opowieściach.

## Życiorys
Był Dúnadanem, urodzonym w Númenorze, synem Amandila, ostatniego księcia Andúnië. Podobnie jak władcy Númenoru wywodził się od Eärendila. W Środziemiu był założycielem i pierwszym królem Arnoru oraz Gondoru, panującym przez sto dwadzieścia jeden lat.
W ojczyźnie dał się poznać jako świetny żeglarz i kapitan okrętów, a w późniejszy latach okazał się także wielkim wojownikiem. Przewodził wraz z ojcem stronnictwu Wiernych. Nie uległ wpływom Saurona, który podstępnie omotał króla Ar-Pharazôna, jak również nie przyłączył się do wyprawy wojennej na Aman. Uciekł przed zagładą Númenoru w 3319 roku na czele czterech statków. Wówczas to ocaleli też jego synowie, Isildur i Anárion, który płynęli na czele własnych okrętów.

### Władca Arnoru
Olbrzymia fala, powstała w wyniku kataklizmu, rzuciła Elendila na północne wybrzeża Śródziemia. Postanowił się tam osiedlić na stałe, a opuszczając statek miał rzec następujące słowa w quenyi: 

Et Eärello Endorenna utúlien. Sinome maruvan ar Hildinyar tenn' Ambar-metta. (...) Zza Wielkiego Morza przybyłem do Śródziemia. Tu pozostanę i tu żyć będą potomkowie moi aż do końca świata.

Zapis tengwarem słów Elendila, wypowiedzianych po wylądowaniu w Śródziemiu

Został przyjaźnie powitany przez władcę elfów, Gil-galada, i na terenach Eriadoru założył w 3320 roku Arnor, jedno z Królestw Númenorejskich na Wygnaniu. Stolicą państwa uczynił Annúminas. Jako Najwyższy Król był też władcą Gondoru, gdzie w jego imieniu rządzili synowie. Na północy Elendil utrzymywał bliskie kontakty z Gil-galadem, spokojnie umacniając królestwo, w przekonaniu, że Sauron zginął wraz z Númenorem. Gdy jednak okazało się, że Władca Ciemności powrócił i uderzył na Gondor, obaj władcy zawarli przymierze nazwane Ostatnim Sojuszem (3430 rok).

### Wojna z Sauronem i śmierć
Armia sojuszników po trzech latach przygotowań ruszyła na Mordor i zwyciężyła w bitwie na Dagorlad (rok 3434). Następnie rozpoczęła oblężenie Barad-dûr.
Po siedmiu latach zaciekłych zmagań pod twierdzą Elendil stanął do ostatniej walki z Sauronem na stokach Góry Przeznaczenia (3441 rok). Powalił przeciwnika, lecz sam, podobnie jak Gil-galad, przypłacił to życiem.
Jego syn Isildur, kolejny Najwyższy Król, usypał mu grób na górze Amon Anwar. W 2510 roku Trzeciej Ery namiestnik Cirion przeniósł prochy Elendila do Grobów Królewskich w Minas Tirith.

### Dziedzictwo
Elendil był pamiętany jako mądry, szlachetny i silny władca, pozbawiony pychy. Przypisywano mu także autorstwo tekstu Akallabêth.
Jego sławną bronią był miecz Narsil. Godło Elendila, a także rodu, który założył, miało dwie odmiany. W Gondorze było to Białe Drzewo, otoczone u góry Siedmioma Gwiazdami, które wieńczyła Srebrna Korona (wszystkie te elementy leżały w czarnym polu). Natomiast w Arnorze godło składało się wyłącznie z Siedmiu Gwiazd.

### Imię i przydomki
Imię Elendil pochodzi z quenyi i w mowie tej znaczy Przyjaciel elfów lub Miłujący gwiazdy (ewentualnie Oddany gwiazdom, Kochający gwiazdy). Tolkien, w jednym ze swym listów, podał informację, iż jest to odpowiednik staroangielskiego imienia Ælfwine.
Władca nosił również quenejski przydomek Voronda – Wierny. Zwano go też Elendilem z Westernesse, Elendilem Pięknym oraz Elendilem Smukłym. Ostatnie określenie odnosiło się do faktu, iż uchodził za najwyższego człowieka, który przeżył Upadek Númenoru.

## Inspiracja Tolkiena
Tolkien w liście do wydawcy, Miltona Waldmana, z końca 1951 roku przedstawił streszczenie swoich tekstów mitologicznych, składających się na Silmarillion. Przy opisie zagłady Númenoru i przybyciu ocalałych do Śródziemia stwierdził, że postać Elendila, w pewnym stopniu, wzorowana była na osobie Noego z Biblii.

## Ekranizacja Petera Jacksona
W ekranizacji Władcy Pierścieni, w reżyserii Petera Jacksona, Elendila zagrał Peter Mackenzie. Postać króla pojawia się w Drużynie Pierścienia, w prologu przedstawiającym pokrótce dzieje Pierścienia. Jego losy ograniczają się do udziału w bitwie z armią Mordoru na stokach Góry Przeznaczenia (narrator, Galadriela, nie wymienia też imienia Elendila). Po ujęciu, w którym pewien bliskiego zwycięstwa władca triumfalnie wznosi do góry Narsila, pojawia się Sauron. Zbrojny w wielki buzdygan z łatwością przebija się przez szeregi wojowników Ostatniego Sojuszu. Elendil rzuca się do walki z nim, lecz Władca Ciemności uśmierca go jednym ciosem.